# RichFaces
RichFaces є бібліотекою компонентів з відкритим кодом, що надає можливості Ajax для JavaServer Faces, знаходиться на JBoss.org. 
RichFaces надає можливості:
- Skinability (зміна інтерфейсу застосунку)
- Набір компонентів (CDK) для допомоги в конструюванні JavaServer Faces компонентів
- Dynamic Resource Framework
- Основані на Ajax компоненти контролю